# Rambo, Vindelns kommun
För andra betydelser, se Rambo.
Rambo är en by i Vindelns kommun, Västerbottens län. Den är belägen cirka 15 kilometer väster om den närmaste tätorten Tvärålund. Från Tvärålund leder en grusväg till Rambo.

## Historik
Byn delar mycket av sin historia med byn Ramsele, cirka 5 kilometer bort. I denna lite större byn finns en hembygdsgård och en camping samt tidigare en skola. Skogsindustrin har verksamhet runt Rambo.
2022 uppmärksammades byn genom att kommunen sade nej till förslag att anlägga ett antal vindkraftverk vid byn. Byns invånare motsade sig bygget, eftersom de inte ansåg att bygget skulle kunna ge arbetskraftstillfällen till byborna. Det svenska bolaget OX2 AB hade planerat för en vindkraftspark på cirka 12 kvadratkilometer, med 17 vindkraftsverk på 280 meters höjd. Enligt förslaget för Rambo skulle dock en del nya vägar anläggas, det talades om bredband och ekonomisk ersättning till bygden. Även två samebyar i området skulle beröras av bygget av parken.
Under åren 2011–2021 hade då totalt 37 tillståndsansökningar om nya vindkraftsparker lämnats in till Länsstyrelsen Västerbotten, varav 21 bifallits, åtta stod under fortsatt prövning och ett antal fått nej. Storleken på dessa föreslagna parker varierade mellan 155 och 3 vindkraftverk.

## Befolkning
Den lilla byn Rambo räknade år 2021 tre hushåll. Ett fjärde bostadshus stod då tomt.